# Imälvens ängars naturreservat
Imälvens ängars naturreservat är ett naturreservat i Karlskoga kommun i Örebro län.
Området är naturskyddat sedan 2023 och är 13 hektar stort. Reservatet ligger nordost om Karlskoga och består av vattendraget Imälven och dess omgivningar mellan Sibbofors och Sibberboda. Bildandet av reservatet är i februari 2024 överklagat.